# Þórðarbók
 (avril 2022).

Le Þórðarbók est un manuscrit islandais, rédigé au XVIIe siècle (au plus tard en 1670) par Þórður Jónsson. Il s'agit d'une version du Landnámabók basée sur une version médiévale de l'œuvre, le Melabók, et une version moderne, le Skarðsárbók.
Le Melabók est le texte le plus fidèle au Styrmisbók (lui-même basé sur l'œuvre originale), car les deux autres versions médiévales conservées (le Sturlubók et le Hauksbók) ont également utilisé d'autres sources, notamment les sagas. Comme le Melabók est aujourd'hui très fragmentaire (bien plus qu'à l'époque de la rédaction du Þórðarbók), l'étude du Þórðarbók qui en est en partie dérivé n'en est que plus importante.